# Vasilij Severgin
Vasilij Michajlovitj Severgin (ryska: Василий Михайлович Севергин) född 19 september (gamla stilen: 8 september ) 1763 i Sankt Petersburg, död 29 november (gamla stilen: 17 november) 1826, var en rysk mineralog och kemist.
Severgin var professor i mineralogi vid universitetet i Sankt Petersburg. År 1807 blev han föreståndare för mineralkabinettet inom Kunstkammer i Sankt Petersburg, och genom utbyten med utländska forskare utökade han det till en egentlig vetenskaplig mineralsamling. 1817 blev han tillsammans med bland andra Dmitrij Sokolov en av medgrundarna till Petersburgs mineralogiska sällskap, som idag heter Ryska mineralogiska sällskapet.
Han var ordinarie ledamot av Ryska vetenskapsakademien från 1804 och invaldes som utländsk ledamot av Kungliga Vetenskapsakademien 1801.
Mineralet severginit är uppkallat efter honom.